# Вестфалія (провінція)
Провінція Вестфалія (нім. Provinz Westfalen) — провінція Прусського королівства з 1815 до 1919 року, а після розпаду Німецької імперії, до 1946 року, провінція Вільної держави Пруссія. Столицею провінції був Мюнстер.

## Історія
1807 році Наполеон заснував на заході Німеччини клієнтську державу — Вестфальське королівство. Столицею держави був Кассель (зараз — Нижня Саксонія). Королівство існувало нетривалий термін, до 1813 року, до початку розпаду Першої французької імперії, й фактично об'єднувало змішаний історичний регіон, який складався з переважної більшості земель Гессена й Остфалії, і лише невеликої частини Вестфалії.
Провінція Вестфалія була фактично заснована за результатами Віденського конгресу і вбрала в себе наступні німецькі землі Пруссії:
- регіон Вестфалія (єпископство Мінден і графства Марк, Текленбург і Равенсберг);
- князівства-єпископства Мюнстер і Падерборн;
- графство Лімбург;
- герцогство Вестфалія;
- князівства Сайн-Вітгенштейна (Сайн-Вітгенштейн-Берлебург і Сайн-Вітгенштейн-Гогенштейн);

Провінція існувала у складі Прусського королівства, Німецької імперії, Веймарської республіці та Третього Рейху до 1946 року, коли північна частина Рейнської провінції та Вестфалія створили німецьку землю Північний Рейн-Вестфалія (1947 році до землі приєднали Ліппе).